# Cima Scalieret
Die Cima Scalieret ist ein 2887 m s.l.m. hoher Berg auf der in der italienischen Provinz Trentino liegenden Seite der Rosengartengruppe in den Dolomiten. Sie liegt östlich des oberen Vajolettals, das sich im Zentrum der Rosengartengruppe befindet, im Gebiet der ehemaligen Gemeinde Pozza di Fassa. 

## Topographie
Der Berg fällt jeweils nach Osten, Süden und Westen in mäßig steilen, relativ kleinen Felswänden und Schutt- und Geröllfeldern ins Valojettal im Westen und zum Larsechtal im Osten und Süden ab. Nach Norden löst sich ein Grat vom Gipfel, der zum Pas de Scalieret führt, der die Cima Scalieret mit dem Larsech verbindet.

## Alpinismus
Die Erstbesteigung der Cima Scalieret erfolgte 1868 durch den Maler Gottfried Seelos und seinen Bruder Ignaz Seelos in Begleitung von Karl Moser. Als sie die Täler der Rosengartengruppe anfangs der 2. Hälfte des 19. Jahrhunderts erkundeten, bestiegen sie erstmals die Cima Scalieret in der damals noch unberührten Rosengartengruppe, was als die erste touristische Gipfelbesteigung in der Rosengartengruppe gilt.
Der heutige Normalweg führt von Vigo di Fassa aus zuerst entweder auf Weg Nr. 544 oder mit einer Gondelbahn zum Rifugio Ciampedie und anschließend auf Weg Nr. 540 weiter zum Rifugio Gardeccia, wo nun der Weg Nr. 546 leicht über die Wiesen und Geröllfelder des oberen Vajolettals zum Rifugio Vajolet führt. Jetzt folgt man Markierung 584 zur Grasleitenpasshütte am Grasleitenpass – der letzten Schutzhütte auf dem Weg – von der aus man über den Nordgrat der Cima Scalieret auf einem markierten Steig bis zum Gipfelanstieg wandert, der zwar weglos erfolgt, aber mit entsprechender Trittsicherheit leicht zu schaffen ist.
Weitere Varianten für die Besteigung der Cima Scalieret führen von Tiers in Südtirol durch das Tschamintal und das Grasleitental zum Grasleitenpass und dann wie oben beschrieben weiter zum Gipfel. Auch möglich ist die Besteigung von Pozza di Fassa oder Mazzin aus sowie eine Variation, bei der man von der Vajolet-Hütte aus zum Pas da le Pope zwischen Cima Scalieret und dem kleinen Gipfel Le Pope  aufsteigt und dann über die Südflanke des Berges zum Gipfel kommt.